# یلانیش
یلانیش (انگلیسی: Yelanysh) یک شهرک در شهرستان مچتلینسکی استان باشقیرستان کشور روسیه است.